# Yurei Yanagi
Yanagi Yūrei (Japans: 柳ユーレイ) (Fuchu, 8 april 1963) is een Japans acteur.
Hij werd geboren in de prefectuur Hiroshima.

Hij werd in 1990 beroemd door zijn rol in de succesfilm Boiling Point. Hij speelde verder in vele beroemde horrorfilms uit Japan.

## Filmografie (selectie)
- 2000:Ju-on 2
- 2000:Ju-on
- 1999:Ringu 2
- 1998:Ringu
- 1997:Hana-bi
- 1995:Getting Any?
- 1990:Boiling Point

- Gemeinsame Normdatei: 1028974736
- International Standard Name Identifier: 0000 0000 8892 6369
- Library of Congress Control Number: no2010106333
- Système universitaire de documentation: 08161201X
- Virtual International Authority File: 129426087
- WorldCat: E39PBJfmv6Y8FDP6TCvQRJxqwC